# 埃特羅波萊市鎮

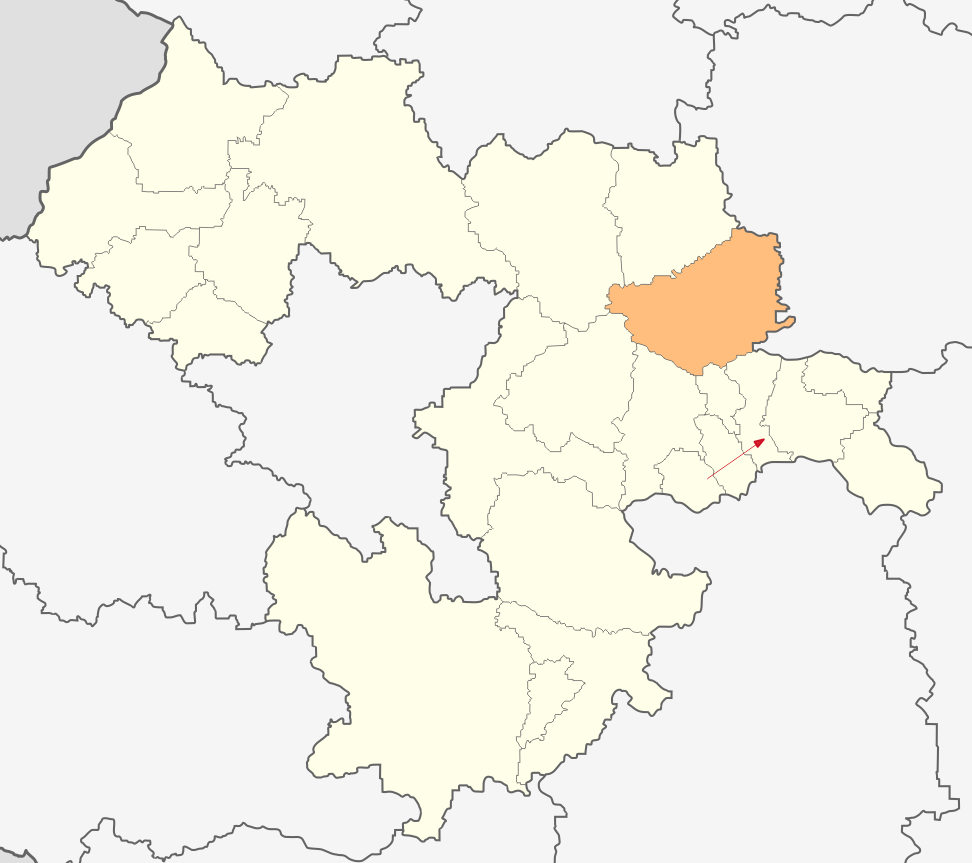

埃特羅波萊市鎮，是保加利亞西部索菲亞州的市鎮，行政中心为埃特羅波萊，面積375平方公里，2005年人口14,138，人口密度每平方公里37.7人。